# حقوق المرأة في الجزائر

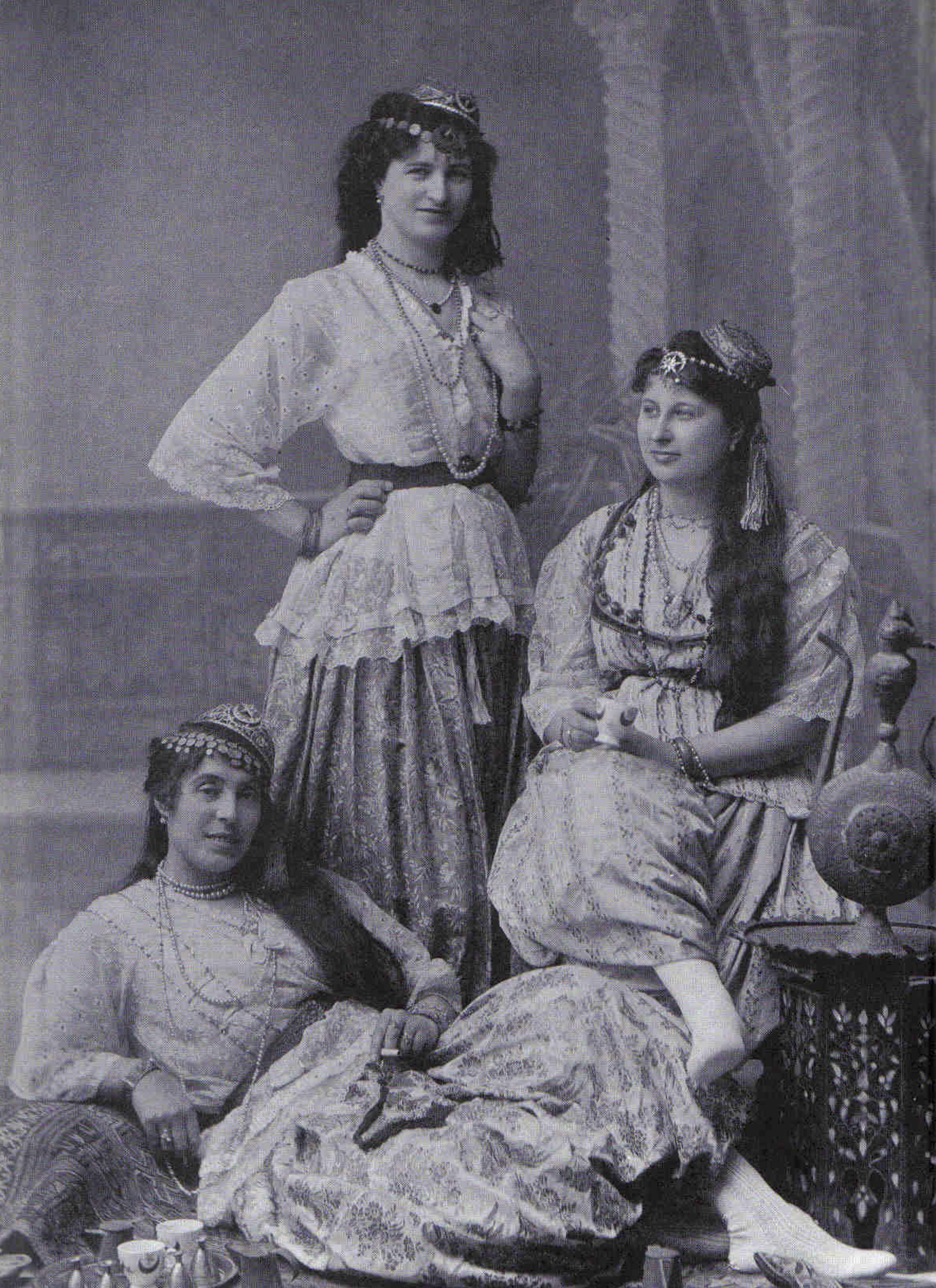
صورة لنساء جزائريات قبل عام 1962

حقوق المرأة في الجزائر. مرت المرأة الجزائرية بمراحل عديدة مثل نساء العالم في استرجاع حقوقها، و لها خصائصها. فالجزائر بلد متنوعة التقاليد، مختلف الأقاليم؛ صحرواية و ساحلية و جبلية، و عندما نتحدث عن المرأة الجزائرية وحقوقها لابد من ذكر التنوع الثقافي للنساء في الجزائر وخصوصياته، بداية بفترات قبل الاستعمار وأثناء الاستعمار إلى ما بعد الاستقلال من الإستعمار الفرنسي. ويذكر أنه رغم أن المرأة الجزائرية حاليا تتمتع بقدر هام من الحقوق السياسية والإجتماعية والأسرية مقارنة بالماضي، إلا أن مكانتها مقارنة بالدول الأخرى التي تلتزم بالمعايير العالمية لحقوق الإنسان والمساواة بين الجنسين، لا تزال تواجه بعض الإنتقادات حيث تحتل الجزائر المركز 140 من أصل 146، في عام 2022 في مؤشر الفجوة بين الجنسين، وهو ما يعكس التمييز الجنسي الذي لا تزال تتعرض له النساء في الجزائر، بالإضافة إلى بعض الإنتقادات الأخرى الموجهة إلى قانون الأسرة الجزائري.

## تاريخ

### عمل المرأة
كان عمل المرأة الجزائرية في تاريخ الجزائر حسب المناطق؛ فاللواتي يسكن في المدن لسن كاللواتي يسكن القرى و الأرياف و اللواتي يسكن في السواحل لسن كاللواتي يسكن في الصحارى، تقوم المرأة منذ عصور قديمة قبل الاستعمار و حينه و بعده بأعمال كانت هي من طبيعة الحياة الاجتماعية حسب موقعها.
في الريف تعمل المرأة في الزراعة و تربية المواشي؛ أما في المدن فتعمل في الخياطة والحياكة والتوليد، وفي الصحراء كذلك الحياكة وصناعة الفخار.
- انظر أيضا: المرأة في المجتمعات العربية

## أثناء الاستعمار

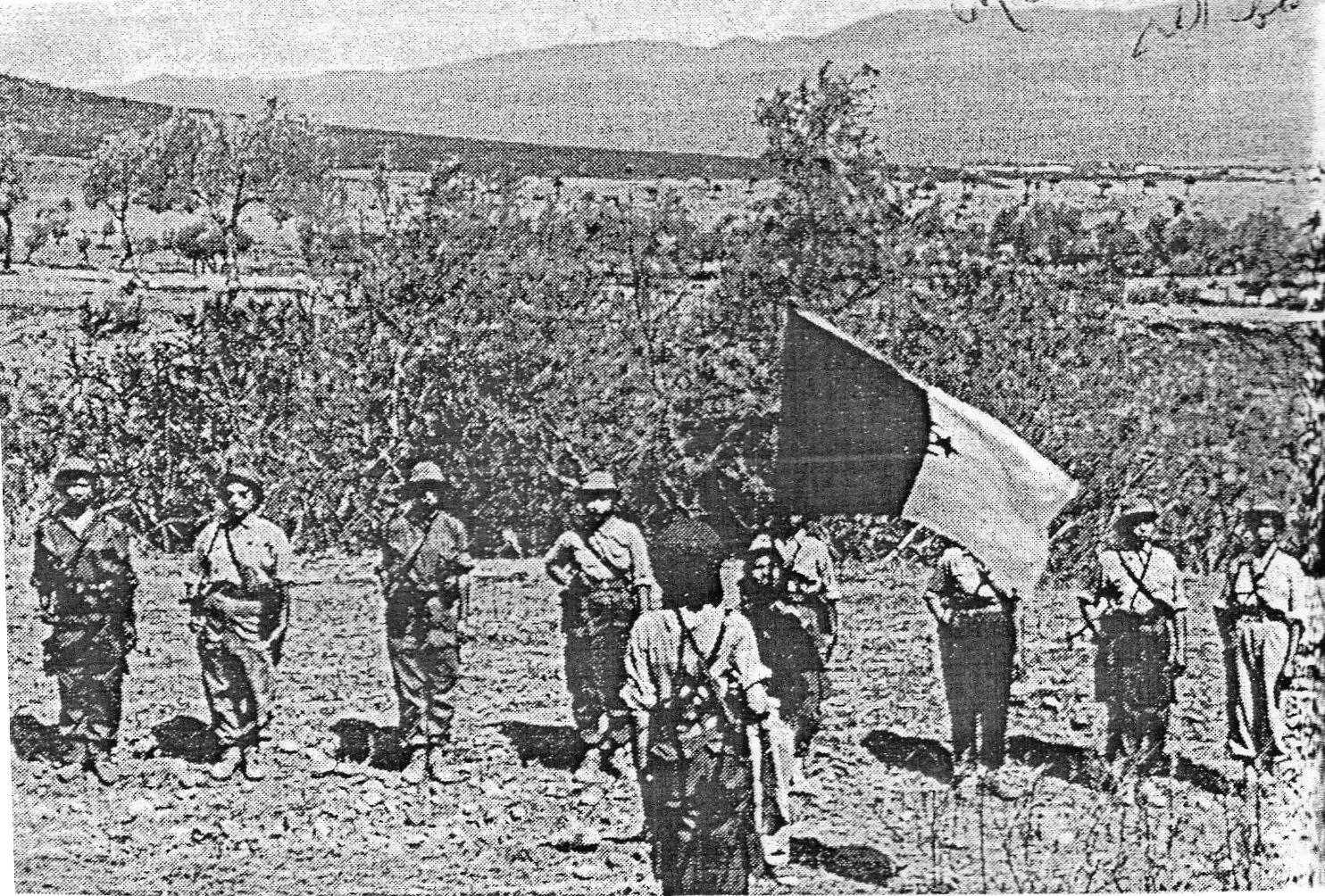
نساء خلال حرب الاستقلال الجزائرية

أثاء الاستعمار الفرنسي عملن النساء مع طبيعة الحال في عدة مهام، فمنهن من قاومن الاستعمار و منهن من عملن مع المستعمر و منهن من قتلن و اضطهدن.

## بعد الاستقلال

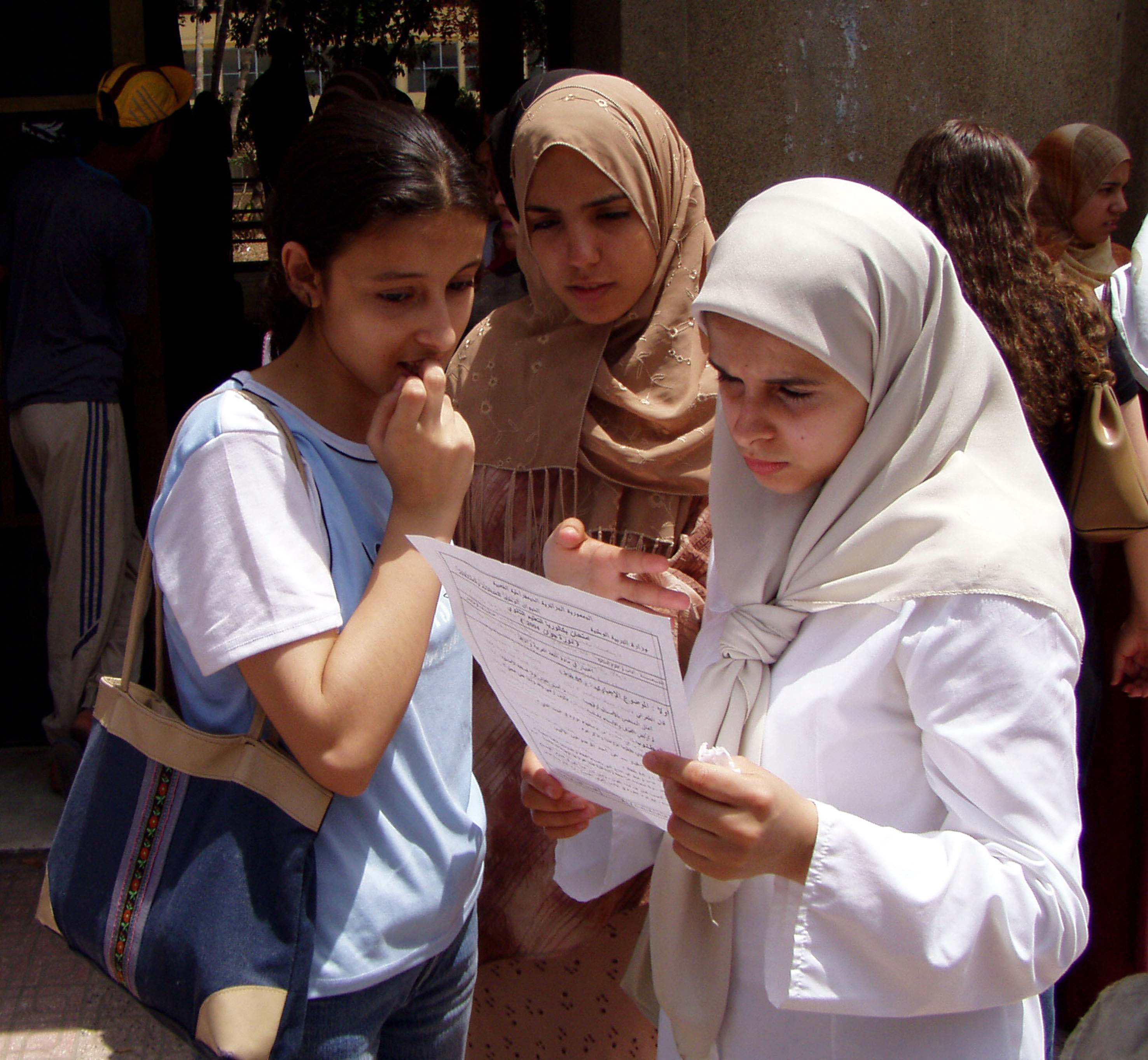

بعدما استقلت الجزائر لم تستقر المرأة على حال من التقدم و التطور إلا في عهد الرئيس الشاذلي بن جديد لاسيما في مجال التعليم مع أنه كان لها نشاط سياسي و فني و تعليمي في عهد الرئيس الهواري بومدين؛ لكنه في طريق التكوين و الإعداد لا غير و النساء الممارسات يعدن بالأصابع، كانت المرأة قبل الاحتلال الفرنسي مهضوم حقها في مجال التعليم؛ لذلك لم نسمع لها ركزا سواء في العلوم الشرعية أو العلوم الأدبية، أما في عهد الشاذلي بن جديد فقد تقدم حالها نحو الأحسن ثقافيا و اجتماعيا و فكريا.
- انظر: الجزائر في عهد الشاذلي

### المرأة الجزائرية في الحياة العامة
المرأة الجزائرية اليوم أحسن حال في التقدم و التطور، سواء في العلم و التعليم و الوظائف و المهن و الثقافة و الفنون و الحِرف و التكوين و الشغل. بقيت هناك أسئلة متكررة عن بعض القوانيين التي تتعلق بهن في قانون الأسرة و غيره، ففي 08 مارس 2015 أجريت تعديلات في قانون العقوبات بتشديد العقوبات على العنف ضد المرأة سواء من أزواجهن أو من غيرهم و أقر لها بحرياتها الخاصة. و في سنة 2014 حققت الحكومة مشاريع قوانين جديدة تعزز حقوق المرأة و خصص جزءا كبيرا منه فيما يخص النساء المطلقات.

## حقوق المرأة الجزائرية في السياسية
تحتل الجزائر المرتبة 126 في مشاركة المرأة السياسية، فالمجتمع الجزائري و من خلال الدستور لاسيما المادة 31 منه يعطي للمرأة اهتماما كبيرا لمشاركتها في السياسة.

## حقوق المرأة الجزائرية في العمل
المرأة الجزائرية، لها أفكارها و هواياتها و طابعها الخاص بها، منهن من رغبن في الحِرف و الصناعات التقليدية و منهن من حققن طموحات عن طريق الدراسة الجامعية. فنسبة العاملات الجزائريات يبلغ ال20% من مجموع عدد السكان الناشطين؛ أغلبهن يشغلن وظائف في مجال التعليم والصحة والقضاء.

## وصلات ذات صلة
- حقوق المرأة
- نصرة المرأة